# الظهرة (الرياشية)

تعديل مصدري - تعديل

الظهرة هي إحدى قرى عزلة جبل الرياشية بمديرية الرياشية التابعة لمحافظة البيضاء، بلغ تعداد سكانها 220 نسمة حسب تعداد اليمن لعام 2004.